# Споменик жртвама НАТО агресије у Врању
Споменик жртвама НАТО агресије у Врању, налази се на платоу испред Галерије Народног музеја у Врању, између Партизанске и Београдске улице. Симболизује силу која се спушта на земљу, али и сунце које стоји у име вечности изнад уклесаних имена жртава. Аутор споменик је београдски вајар Станимир Павловић, пореклом из Прешева.
Споменик са 95 имена страдалих грађана, војника и полицајаца откривен је 2008. године, као споменик сведочења скоријем историјском догађају и посвећен жртвама НАТО агресије 1999. године. Током бомбардовања Врање је био један од многобројних градова који су претрпели како материјалну штету, тако и губитак људских живота. Општине Пчињског округа, ком припада и Врање, бомбардоване су 78 дана. У том периоду бачене су бомбе на куће цивила, као и на телевизијске репетиторе и радио-телевизијски торањ на планини Пљачковица.